# Albert Tyler
Albert Clinton Tyler (4 de enero de 1872 - 25 de julio de 1945) fue un atleta estadounidense que compitió en los Juegos Olímpicos de Atenas de 1896 donde consiguió una medalla de plata al ocupar el segundo lugar del podio.

## Biografía
Albert Tyler fue educado en Princeton, donde practicaba el atletismo, el fútbol, y el béisbol pero era más conocido como saltador de pértiga. Su mejor resultado fue una medalla de plata en los Juegos Olímpicos de Atenas de 1896, Tyler participó en la competición de salto con pértiga, logrando la segunda posición y la medalla de plata tras lograr saltar 3,20 metros. El ganador de la modalidad fue el también estadounidense Welles Hoyt con un salto sobre 3,30 metros. y destaca también su segundo lugar en los campeonatos universitarios de EE. UU. Se graduó en 1897 y ejerció el magisterio. En 1945 era profesor de matemáticas en Filadelfia, pero durante en unas vaciones en Maine enfermó y murió de pulmonía.

## Palmarés
- Medalla de plata en los Juegos Olímpicos de Atenas (1896) en salto con pértiga